# Хаустов, Валентин Иванович
Валентин Иванович Хаустов (1884, Рязанская губерния — после 1922) — токарь, меньшевик, депутат IV Государственной думы от Уфимской губернии (1912—1917), член ВЦИК. В 1917 году вошёл в состав Временного комитета Государственной думы (ВКГД) и стал членом исполкома Петросовета — комиссар по делам почтово-телеграфных служащих. В 1918 году поддержал КОМУЧ.

## Биография

### Ранние годы. Токарь
Родился в крестьянской семье. Окончил начальное земское училище.
С 1898 по 1905 год работал токарем в Уфимском железнодорожном депо. Был участником социал-демократического движения, за что дважды подвергался аресту по политическим делам.
Отбыв воинскую повинность в Русской императорской армии, в 1908 году он вновь стал токарем по металлу в депо с дневным жалованьем в 1 рубль 15 копеек. Являлся членом РСДРП.

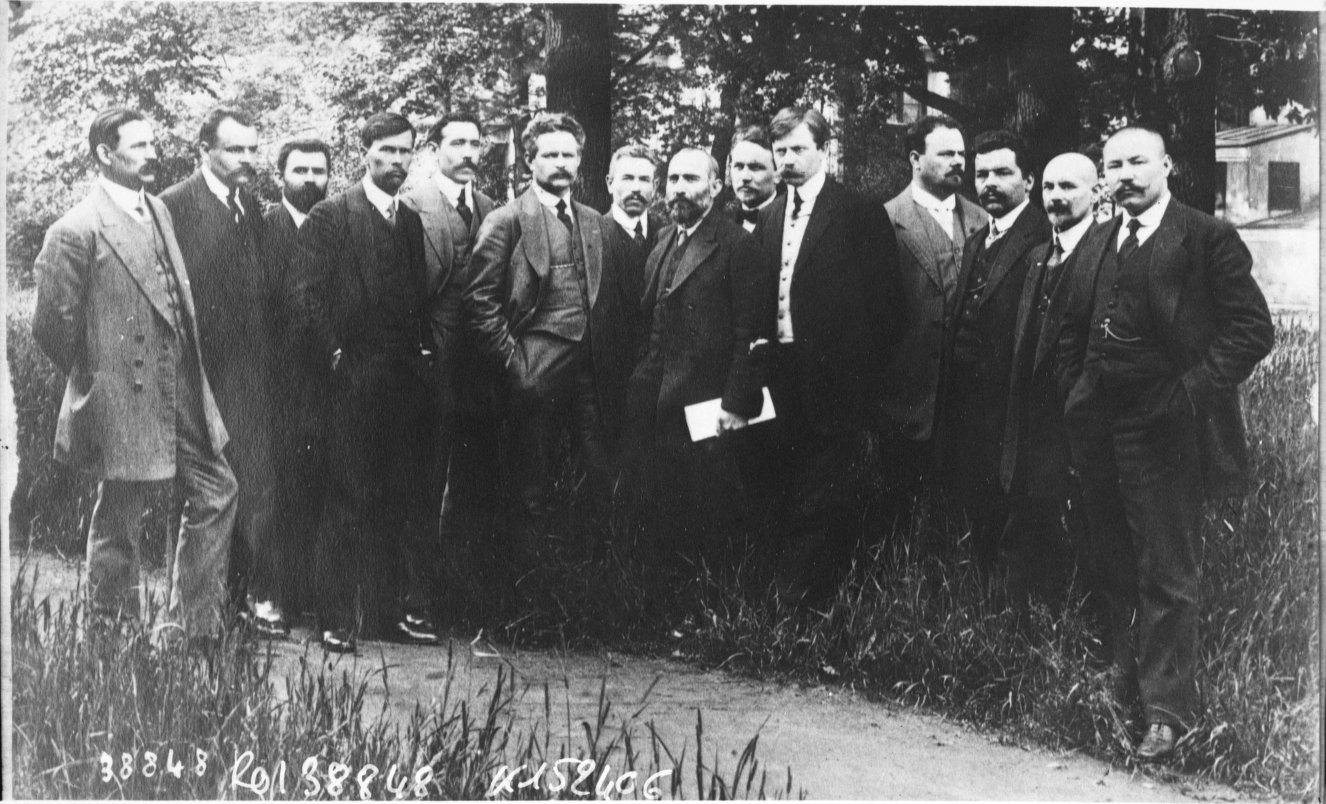
Социал-демократическая фракция в 4-й Думы. Слева направо: И. Н. Туляков, А. Е. Бадаев, Г. И. Петровский, Ф. Н. Самойлов, В. И. Хаустов, Р. Р. Малиновский, М. К. Муранов, Н. С. Чхеидзе, М. И. Скобелев, А. Ф. Бурьянов, А. И. Чхенкели, Н. И. Шагов, Е. И. Ягелло, И. Н. Маньков.

### Депутат IV Думы
20 октября 1912 года рабочий В. Хаустов был избран в Четвёртую Государственную думу Российской империи от общего состава выборщиков Уфимского губернского избирательного собрания (депутат от рабочих). При этом, будучи уже выборщиком, он был арестован, но — непосредственно утром 20 числа — был освобождён из-под ареста.
После Третьей конференции организаций РСДРП, прошедшей в Вене 25 (12) августа 1912 года, кооптирован в Русский Организационный Комитет РСДРП (м).
В IV Думе вошёл в Социал-демократическую фракцию. Он стал членом шести думских комиссий: о путях сообщения, финансовой, об изменении общего устава о пенсиях и единовременных пособиях, по делам православной церкви, по военным и морским делам и по рабочему вопросу. На основании статьи 38-й Учреждения Госдумы устранялся на 15 заседаний.

Выступал с протестом против Первой мировой войны: 
Сознательный пролетариат воюющих стран не мог помешать возникновению войны и тому разгулу варварства, который он с собой несет. Но мы глубоко убеждены в том, что в международной солидарности трудящихся масс всего мира пролетариат найдет средства к скорейшему прекращению войны. И пусть условия мирного договора будут продиктованы не дипломатами, а самим народом; и вместе с тем мы высказываем глубокое убеждение, что эта война окончательно раскроет глаза народным массам Европы на действительный источник насилий и угнетений, от которых они страдают, и что теперешняя вспышка варварства будет в то же время и последней вспышкой

### Временный комитет Государственной думы
После Февральской революции года вошёл в состав Временного комитета Государственной думы (ВКГД), одновременно стал членом исполкома Петроградского Совета рабочих и солдатских депутатов (Петросовет). 19 марта на заседании Исполкома, был назначен комиссаром по делам почтово-телеграфных служащих. Кроме того, он стал представителем исполкома Петросовета в Особой комиссии по выработке Устава о службе на железных дорогах, созданной при Министерстве путей сообщения.
1 мая по решению ВКГД был командирован на Урал для принятия мер по восстановлению и поддержанию нормального хода работ на местных промышленных предприятиях. Являлся делегатом (с правом совещательного голоса) на Всероссийской конференции меньшевистских и объединенных организаций РСДРП, проходившей в Петрограде с 7 по 12 мая. Аналогичную позицию он получил и на Объединительном съезде РСДРП, заседавшем в столице с 19 по 25 августа.
На Первом Всероссийском съезде рабочих и солдатских депутатов в Петрограде в июне (или с 30 сентября) 1917 года был избран во ВЦИК но уже вскоре вышел из его состава.
3 октября он избрался членом Временного совета Российской республики (Предпарламента). В том же месяце посетил несколько городов Урала с ходе подготовки ко Второму Всероссийскому съезду советов.
Октябрьскую революцию не принял.
Осенью 1918 года поддержал КОМУЧ. Участвовал в выборах в Уфимскую городскую думу от меньшевиков.
В конце 1921 года проживал в Иркутской губернии, где, предположительно, работал заведующим эвакостанцией Транспортно-материального отдела. Местными чекистами характеризовался как «видный, крупный» партийный работник «с черносотенным оттенком», который «после 1919 года возмущался и большевиками, и меньшевиками. Антисемит. Психология обывательская».
Дальнейшая судьба Валентина Ивановича Хаустова неизвестна.

## Семья
По состоянию на 1912 год был холост.